# Липка Роман Миколайович
Рома́н Микола́йович Ли́пка (28 серпня 1921, Львів — 21 травня 1999, Варшава) — львівський архітектор, педагог.

## Життєпис
Народився 28 серпня 1921 року у Львові в українській родині. 1939 року закінчив польську гімназію. Вступив до Львівського політехнічного інституту 1940 року.
Під час німецької окупації 1941—1943 років не мав змоги навчатись, працював рахівником у відділі знання та просвіти.
1944 року мобілізований до лав Радянської армії, брав участь у боях на території Польщі, Німеччини та Чехословаччини. Того ж року поранений. Нагороджений медалями «За відвагу» і «За перемогу над Німеччиною».
1946 року продовжив навчання на інженерно-будівельному факультеті. Дипломну роботу захистив у червні 1950 року та отримав направлення на роботу до Луцька. У 1950—1951 роках працював у волинському Облпроєкті. 1951 року призначений виконувачем обов'язків головного архітектора Волинської області, а 1952 року звільнився за власним бажанням та переїхав до Львова. Того ж року прийнятий до КПРС та отримав посаду асистента на кафедрі архітектурного проєктування Львівської політехніки. У 1954–1964 — старший викладач. Завідувач кафедрою рисунку і живопису у 1971–1987. Депутат Львівської міської ради (1969–1980). Очолював львівське відділення Спілки архітекторів України (1971–1983). Автор статей з питань містобудування та архітектури. Досліджував біографії українських архітекторів, архітектуру львівських передмість, гуцульську народну архітектуру.
Помер 21 травня 1999 року у Варшаві під час поїздки із циклом лекцій по вищих навчальних закладах Польщі. Похований у Львові на Личаківському цвинтарі, поле № 50..

## Діяльність
Реалізовані проєкти
- Будинок ательє мод у Луцьку (1951).
- Спецспоруда в Луцьку (1951).
- Житловий будинок у Горохові (1953).
- Житловий будинок на вулиці Червоної армії в Луцьку (1953).
- Реконструкція Львівського будинку моделей (1958, у співавторстві).
- Перший навчальний корпус Львівського політехнічного інституту на розі нинішніх вулиць Бандери і Старосольських (1965, у співавторстві з Андрієм Рудницьким). 1977 року проєкт відзначено премією Ради міністрів СРСР.
- Монумент партизанам Волині в смт Цумань (1968, скульптор Лаврентій Гром).
- Пам'ятник студентам і викладачам, що загинули у часи Другої світової війни. Розташований поруч із головним корпусом Львівської політехніки. 1976 рік, скульптори Попович Б., Хміляр І.[2].

Нереалізовані проєкти
- Житловий будинок для масового будівництва у Львові, конкурсний проєкт (1955). Премія за оригінальність проєкту.
- Проєкт школи-інтернату у Львові (1959, спільно з Андрієм Рудницьким).
- Експериментальний проєкт санітарно-курортного комплексу «Верховина» в селі Сойми на Закарпатті (1968, у співавторстві).
- Ескізний проєкт Палацу культури студентів у Львові (1972, спільно зі студентським конструкторським бюро ЛПІ).

Праці
- Зустріч зі Львовом. Путівник. — Львів: Каменяр, 1987 (у співавторстві з Володимиром Вуйциком)